# Злочин у Босанском Броду 1992.
Злочин у Босанском Броду 1992. означава убиства српских цивила од марта до октобра 1992. године у Босанском Броду које су починиле хрватске оружане снаге у садејству са припадницима муслиманских паравојних јединица, а касније и Армије Републике Босне и Херцеговине.
По својој монструозности, овај злочин над српским цивилима представља један од најужаснијих призора виђен на просторима ратом захваћене Босне и Херцеговине 1990-их.

## Позадина
Тадашња општина Босански Брод је имала 34.138 становника од чега 13.993 (40,98%) Хрвата, 11.389 (33,36%) Срба, 4.088 (11,97%) муслимана, 3.664 (10,73%) Југословена и 1.004 (2,94%) осталих. Док је сам град имао 14.045 становника од чега 4.409 Срба (31,4%), Хрвата 4.097 (29,2%), муслимана 2.284 (16,3%), Југословена 2.711 (19,3%), осталих 544 (3,8%).
Срби су почетком 1992. године били у страху да им се не понови геноцид из НДХ. Били су стално провоцирани и вређани од својих комшија муслимана и Хрвата. На послу су добијали отказе. Било им је ограничено кретање. Преко телефона су добијали претње и уцене. Хрватско-муслиманске војне снаге, заједно са 108. бригадом ЗНГ, 3. марта 1992. су заузеле град Босански Брод, који је практично био окупиран, а локално српско становништво застрашивано, физички малтретирано и систематски пљачкано у својим приватним кућама. На десетине Срба из општине Босански Брод је одвођено у логоре у Хрватску, а и сам град Босански Брод је претворен у логор. То је био први пут да Хрватска врши отворену агресију према БиХ и СФРЈ.
На мосту, који је спајао Босански Брод и Славонски Брод, почетком марта 1992. стављен је текст да је Србима и псима забрањен прелаз.
Чак и православне цркве су се нашле на удару хрватско-муслиманских снага. Срушено је православно гробље, а тотално је уништена црква Пресвете Богородице (подигнута 1890), православна црква Огњене Марије, пљачкано је све што се може опљачкати од црквене имовине. Срушен је и споменик жртвама фашизма из Другог светског рата, као и хероју НОР: Драги Видошевићу. Исто је прошао и споменик Фрица Павлика. Срушен је и Јеврејски споменик у бродском насељу Тулек.

## Налогодавци
1. Анте Пркачин (рођен 14. 11. 1953. у Славонском Броду), генерал ХВО, и начелник Генералштаба ХОС.
2. Добросав Парага (рођен 9. 12. 1960. у Загребу), оснивач и командант ХОС и оснивач Хрватске странке права.

## Извршиоци злочина
1. Нијаз Чаушевић, звани Медо, командант Интервентног вода ХВО.
2. Марко Милош, рођен 1951.
3. Мирослав Копљар, рођен 1969.[тражи се извор]

## Злочин

### Злочин у Сијековцу
Хрватске оружане јединице су 25. марта 1992. године прешле преко ријеке Саве и са тамошњим муслиманско-хрватским снагама починиле злочин над српским цивилима у Сијековцу код Брода. У самом селу Сијековац, за само један сат, убијено је 9 одраслих и деце из српских породица Зечевић, Радановић, Милошевић и Тривић.

Део лешева хладњачом је одвезен и бачен у Саву, а запаљено је или уништено око петнаест кућа. Следећих дана хрватске и муслиманске оружане снаге су у Сијековцу убиле још 51 Србина, а укупно је убијено више од 70 Срба, док се 9 и данас воде као нестали.
Хрватске оружане јединице су прво упале у кућу породице Зечевић. На лицу места су убиле Јована Зечевића (72) и његове синове Милана, Васу и Петра. Убили су Луку Милошевића и његове синове Жељка и Драгана (17), затим Вида Радановића. Убили су такође и непокретног старца Срету Тривића.
Симо Тушевњак, шеф тима Републике Српске за документовање ратног злочина, изјавио је да поседује документацију о убиствима српске деце на подручју Брода. На основу изјава преживелих сведока масакра у Сијековцу, он сматра да постоје индиције да су деци пре ликвидације вађени органи који су затим продавани широм Европе на црном тржишту, највише у Немачкој. Удружење за тражење несталих лица из Брода располаже подацима да је за време хрватске осмомесечне окупације Брода убијено чак 500 Срба. Из више масовних гробница ексхумирана су тела 286 Срба, а за још толико се трага. Највећа гробница је, кажу, река Сава. На подручју општине Брод било је више од 10 логора за Србе, у којима су у највећем броју били заточени цивили — жене, деца и старци — укупно више од 2.000. Многи су касније одведени у друге логоре у Славонском Броду и Орашју.
Јединице ХОС и тзв. Ханџар дивизије, којима је командовао Анте Пркачин, пресрели су 4 аутобуса Рома који су 27. марта 1992. бежали из Сребренице и Скелана и хтели ући у Хрватску. То им није дозвољено, већ су ликвидирани. То је после рата сведочио Сакиб Балић, припадник ХОС.
Сведочење Јелице Зечевић:
| „ | Знала сам да ће се нешто страшно догодити. Мој покојни муж тог дана је пошао на посао у Рафинерију, али није дошао. Вратиле су га комшије Хрвати и Муслимани, који су тог дана поставили страже на свим улазима у село. Тог дана, око 17:00 часова, село је било изложено страховитом бомбардовању. У подруму њихове куће склонио се већи број комшија Срба. Када је минобачачка паљба утихнула, у кућу Зечевића „банула“ је већа група војника Републике Хрватске. Међу њима сам препознала и наше комшије Хрвате и Муслимане. Били су у униформама Војске Републике Хрватске. Одмах су почели да псују и пријете да ће нас побити… Издвојили су мог мужа и одвели до оближњег стабла, за које су га свезали. Дошли су и по њу. Пријетили су да ће ме силовати, а онда полити бензином и запалити. Молила сам их да то не чине. Убили су најприје мога мужа. Нису поштедјели ни моје дјевере ни свекра. Ја сам остала жива, јер је један комшија Хрват рекао да жене не смију убијати… Осим Зечевића, хрватски војници убили су три члана породице Милошевић: оца и два сина, као и Марка Радановића и Срету Тривића који су изведени из подрума Зечевићеве куће, где су се сакрили од граната, као и још десет Срба. Љубица Седлић је такође свједок зла које се у Сијековцу догодило 26. марта 1992. године. Она је видила злочин над Зечевићима. Сутрадан је њена кућа запаљена са њеним непокретним супругом. Она сведочи да су злочинци викали: „Ово је Парагина војска и Анте Пркачина. Срби, упамтите нас.” Љубицу и још неке становнике одвели су у дом у Сијековцу, а касније у логоре. | ” |

### Злочин у Кричанову
Дана 5. маја у селу Кричаново, које је већином насељено Хрватима, јединице Армије РБиХ и хрватског ХОС у једној кући Жарка Томичевића, убијају хладним оружјем српске цивиле. А пре тога их пљачкају.

### Злочин у Полоју
До 12. маја 1992. јединице ХОС и муслиманске Армије РБиХ упадају у заселак Полој и ту убијају већином старе и немоћне особе. Прво су им опљачкали имовину, а затим палили им куће. Жртве су бацали у бунаре, или су их остављали у запаљеним кућама.

### Злочин у Зборишту
Дана 9. маја 1992. године, јединице ХОС и муслиманске Армије РБиХ, заједно са локалним Хрватима жестоко ударају на српско село Збориште. Велику суровост Срби из Зборишта доживели су од својих комшија Хрвата. Направљена је велика материјална штета, а уништавано је све што има везе са Православном црквом, Србима и Југославијом.

### Злочин у Лијешћу
Дана 11. маја 1992. нападнуто је највеће српско село у општини Босански Брод, Лијешће. Бројне хрватске и муслиманске снаге су напале ово велико село и коришћено је пуно оружја у убиствима Срба. Многи Срби су настрадали у својим кућама, а на десетине их је одведено у логоре. Црква Силазак Светог Духа, изграђена 1869. у селу Лијешће, је срушена.

### Злочин у Врелу
Дана 12. маја 1992. у национално мешаном селу Врела, у општини Брод, јединице муслиманске Армије РБиХ, нападају искључиво Србе, који су убијани углавном хладним оружјем. Многи су одведени у логоре, а њихова имовина опљачкана. Црква у селу Врела, подигнута 1939., је срушена.

### Злочин у Клакару
Дана 13. маја 1992. у српска села Горњи и Доњи Клакар, и Винска, долазе хрватско-муслиманске снаге и врше велику пљачку, одвођење мештана у логоре, убијање цивила. Православна црква Св. Козме и Дамјана у Клакару је срушена и спаљена. У Клакару је убијено 11 цивила, али је само 5 идентификовано. У Винској је убијено 3 старијих Срба, православна црква је уништена и спаљена, као и споменик борцима НОР. Имовина Срба из Винске је опљачкана.

### Убиство породице Мачинко
Дана 1. јуна 1992. у Босанском Броду, у улици Маршала Тита бр. 117, убијена је породица Бранка Мачинка. А укупно за време окупације Босанског Брода убијено је 182 српских цивила.

### Убиство породице Бардак
Дана 17. августа 1992. у Босанском Броду, припадници муслиманске Армије РБиХ свирепо убијају породицу Бардак, а имовину им пљачкају.

## Убијени српски цивили
1. Јово В. Зечевић, рођен 1920. из Сијековца, убијен 26. марта 1992.
2. Васо Ј. Зечевић, рођен 1958. из Сијековца, убијен 26. марта 1992.
3. Милан Ј. Зечевић, рођен 1950. из Сијековца, убијен 26. марта 1992.
4. Петар Ј. Зечевић, рођен 1953. из Сијековца, убијен 26. марта 1992.
5. Лука И. Милошевић, рођен 1943. из Сијековца, убијен 26. марта 1992.
6. Драган Л. Милошевић, рођен 1974. из Сијековца, убијен 26. марта 1992.
7. Жељко Л. Милошевић, рођен 1968. из Сијековца, убијен 26. марта 1992.
8. Мирко В. Радовановић, рођен 1965. из Сијековца, убијен 26. марта 1992.
9. Срето М. Тривић, рођен 1927. из Сијековца, убијен 26. марта 1992.
10. Андрија П. Мартић, рођен 1935. из Босанског Брода, убијен 26. марта 1992.
11. Момир А. Мартић, рођен 1961. из Босанског Брода, убијен 26. марта 1992.
12. Душко М. Дујанић, рођен 1967. из Босанског Брода, убијен 26. марта 1992.
13. Душко А. Милошевић, рођен 1972. из Босанског Брода, убијен 4. априла 1992.
14. Ивица Ј. Шкварц, рођен 1971. из Босанског Брода, убијен 4. априла 1992.
15. Недељко Н. Југовић, рођен 1944. из Босанског Брода, убијен 4. априла 1992.
16. Драган Н. Југовић, рођен 1972. из Босанског Брода, убијен 4. априла 1992.
17. Даринка В. Томичевић, рођена 1941. из села Кричаново, убијен 5. маја 1992.
18. Ружа Д. Томичевић, рођена 1932. из села Кричаново, убијена 5. маја 1992.
19. Недељко С. Томичевић, рођен 1935. из села Кричаново, убијен 5. маја 1992.
20. Драгутин С. Томичевић, рођен 1934. из села Кричаново, убијен 5. маја 1992.
21. Марко Т. Томичевић, рођен 1931. из села Кричаново, убијен 5. маја 1992.
22. Љубо Д. Гојковић, рођен 1928. из села Полој, убијен 8. маја 1992.
23. Смиљана С. Гојковић, рођена 1947. из села Полој, убијена 8. маја 1992.
24. Драгица И. Ивановић, рођена 1932. из села Полој, убијена 8. маја 1992.
25. Јелица П. Ивановић, из села Полој, убијена 8. маја 1992.
26. Тода А. Калабић, рођен 1921. из села Полој, убијен 8. маја 1992.
27. Славко С. Калабић, рођен 1917. из села Полој, убијен 8. маја 1992.
28. Јелка Петровић, рођена 1913. из села Полој, убијена 8. маја 1992.
29. Симеуна В. Петровић, рођена 1913. из села Полој, убијена 8. маја 1992.
30. Петар Ђ. Петровић, рођен 1912. из села Полој, убијен 8. маја 1992.
31. Недељко С. Крушкоњић, 1925. из села Збориште, убијен 9. маја 1992.
32. Андрија Л. Ћирић, 1943. из села Збориште, убијен 9. маја 1992.
33. Стана Р. Ћирић, 1920. из села Збориште, убијена 9. маја 1992.
34. Марија С. Ћирић, 1920. из села Збориште, убијена 9. маја 1992.
35. Мара Ковачевић, из села Збориште, убијена 9. маја 1992.
36. Недељко С. Милошевић, из села Збориште, убијен 9. маја 1992.
37. Јован Д. Грабовац, 1943. из Лијешћа, убијен 11. маја 1992.
38. Богољуб Л. Ивановић, 1907. из Лијешћа, убијен 11. маја 1992.
39. Петар М. Ивановић, 1919. из Лијешћа, убијен 11. маја 1992.
40. Недељко М. Митрић, 1953. из Лијешћа, убијен 11. маја 1992.
41. Жељко У. Митрић, из Лијешћа, убијен 11. маја 1992.
42. Анђа Ж. Пејчић, 1937. из Лијешћа, убијена 11. маја 1992.
43. Теодор Т. Пејчић, 1930. из Лијешћа, убијен 11. маја 1992.
44. Стоја С. Сријемац, 1913. из Лијешћа, убијена 11. маја 1992.
45. Драгиња Ж. Шукурма, 1945. из Лијешћа, убијена 11. маја 1992.
46. Ђука Л. Јаћимовић, 1914. из Лијешћа, убијена 11. маја 1992.
47. Милица П. Костић, 1957. из Лијешћа, убијена 11. маја 1992.
48. Николија А. Кузмановић, 1907. из Лијешћа, убијена 11. маја 1992.
49. Станоје Г. Маслић, 1932. из Лијешћа, убијен 11. маја 1992.
50. Глигор Ђ. Теодосић, 1926. из Лијешћа, убијен 11. маја 1992.
51. Јока Л. Топић, 1921. из Лијешћа, убијена 11. маја 1992.
52. Вељко З. Сријемац, 1933. из Лијешћа, убијен 11. маја 1992.
53. Петра З. Сријемац, 1930. из Лијешћа, убијена 11. маја 1992.
54. Миле Б. Лазић, 1944. из села Врела, убијен 12. маја 1992.
55. Милорад Ц. Лазић, 1941. из села Врела, убијен 12. маја 1992.
56. Босиљка Вујић, 1922. из села Врела, убијена 12. маја 1992.
57. Жељко Л. Дуроњић, 1973. из села Врела, убијен 12. маја 1992.
58. Спасоје С. Дуроњић, из села Врела, убијен 12. маја 1992.
59. Јован Т. Ђукић, из села Врела, убијен 12. маја 1992.
60. Милојка Б. Лазукић, 1969. из села Врела, убијена 12. маја 1992.
61. Петра Ј. Васић-Петрија, 1930. из Клакара, убијена 13. маја 1992.
62. Бранко С. Васић, 1923. из Клакара, убијен 13. маја 1992.
63. Драгомир Л. Пајић, 1930. из Клакара, убијен 13. маја 1992.
64. Љеља Т. Пајић, 1907. из Клакара, убијена 13. маја 1992.
65. Глигор С. Бардак, 1930. из Клакара, убијен 13. маја 1992.
66. Бошко Л. Марковић, 1923. из Винске, убијен 13. маја 1992.
67. Бранко Л. Јовичић, 1934. из Винске, убијен 13. маја 1992.
68. Рајко А. Јовичић, 1934. из Винске, убијен 13. маја 1992.
69. Милева Р. Мачинко, 1926. из Босанског Брода, убијена 1. јуна 1992.
70. Бранко М. Мачинко, 1922. из Босанског Брода, убијен 1. јуна 1992.
71. Славко Б. Мачинко, 1957. из Босанског Брода, убијен 1. јуна 1992.
72. Бранко П. Бардак — Чича, 1924. из Босанског Брода, убијен 17. августа 1992.
73. Душанка У. Бардак, 1938. из Босанског Брода, убијена 17. августа 1992.
74. Госпава Стакић, 1915. из Босанског Брода, убијена 17. августа 1992.[тражи се извор]

## Последице
О злочину над српским цивилима у Босанском Броду и околним селима 1992, постоје бројни докази. Комплетна документација везана за тај судски предмет је предата 22. маја 2002. године истражитељима Хашког трибунала, али је Хашки Трибунал тај предмет 2006. пребацио на Тужилаштво БиХ које се бави ратним злочинима у БиХ. Међутим, до данас Тужилаштво БиХ није покренуло ниједан поступак против осумњичених за злочин у Босанском Броду 1992. године.